# Þórhallur Bjarnarson
Þórhallur Bjarnarson, född 2 december 1855, död 15 december 1916, var en isländsk biskop. 
Þórhallur blev student 1877, candidatus theologiae 1883, var under ett år präst i Reykholt, blev 1885 docent vid prästskolan i Reykjavik, dess föreståndare 1894 och var biskop över Island från 1908 till sin död. Han utgav sju årgångar av en religiös månadstidning, "Kirkjublaðið" (Reykjavik 1891–1897) och utgivare for Tiden en liknande tidning, "Nýtt Kirkjublað", som han startade 1906 tillsammans med Jón Helgason och var dess medredaktör under de två första åren. 
Åren 1894–1899 och 1902–1907 var Þórhallur medlem av alltinget. Han visade en särskilt intresse för lantbruket och var ordförande för Islands lantbrukssällskap 1901–1907 samt ordförande for 1904 års lantbrukskommission.